# Ski Mask the Slump God
Stokeley Clevon Goulbourne znany także jako $ki Mask "The Slump God" oraz Ski The Slump God (ur. 18 kwietnia 1996 w Fort Lauderdale) – amerykański raper i autor tekstów. Początkowo zyskał rozgłos wraz z XXXTentacionem i kolektywem Members Only. W 2017 roku wydał single Catch Me Outside i BabyWipe, oba znalazły się na jego mixtape’ie You Will Regret (2017), który uzyskał status złota nadany przez RIAA.
Mixtape Goulbourna, Beware the Book of Eli, został wydany w maju 2018 roku i osiągnął 50 miejsce na liście Billboard 200. Jego debiutancki album Stokeley (2018) osiągnął 6 miejsce na liście Billboard 200. Jego drugi album studyjny 11th Dimension uplasował się na 55 miejscu na liście Billboard 200.

## Wczesne życie
Goulbourne dorastał słuchając między innymi Busty Rhymes, Missy Elliott, Wu-Tang Clan i Lila Wayne’a. Powiedział, że jego rodzice często grali jamajską muzykę w domu. Ojciec Goulbourne’a był raperem, używał pseudonimu „Sin City” często zmuszał swojego syna do skupienia się na pisaniu własnej muzyki. W 2013 roku Goulbourne trafił do aresztu dla nieletnich za posiadanie marihuany gdzie spotkał XXXTentacion’a. Raperzy zaprzyjaźnili się i często współpracowali przy piosenkach po wyjściu z aresztu.

## Kariera
2014 – 2017: Debiut w mainstreamie
Po zwolnieniu z więzienia założył grupę rapową „Very Rare” z XXXTentacion i wydał swoją pierwszą piosenkę „Catch Me” w serwisie streamingowym SoundCloud. Goulbourne był współzałożycielem kolektywu Members Only. Kolektyw wydał mixtape Members Only, Vol. 1, w 2015 roku. Potem wydano Members Only, Vol. 2, a następnie Members Only, Vol. 3 w dniu 26 czerwca 2017 r..
Goulbourne wydał wiele singli na platformie SoundCloud, w tym „Catch Me Outside”, „Where’s the Blow” z udziałem Lil Pumpa, „Stunt!” z udziałem UnoTheActivist, „Life Is Short”, „Like a Soccer Mom”, „Take a Step Back” i „BabyWipe”. W "Catch Me Outside" wykorzystano instrumental utwóru Missy Elliott "She’s a Bitch". Elliott pozytywnie zareagowała na piosęnke Goulbourne’a. Piosenka ostatecznie otrzymała certyfikat złota a później platyny. Goulbourne występował dwukrotnie na Rolling Loud Festival i wydał piosenki z innymi artystami takimi jak: Offset, Lil Yachty, A$AP Ferg, Lil Peep, Desiigner, i Denzel Curry. Goulbourne współpracował także z artystami z wytwórni 88Rising, w tym z Higher Brothers i Keith Ape oraz z Timbalandem, o którym wcześniej powiedział, że jest jego ulubionym producentem.
W maju 2016 roku Goulbourne wydał swój pierwszy mixtape Drown in Designer, m.in. z utworem „Take a Step Back”, który później uzyskał certyfikat podwójnej platyny. W czerwcu 2017 roku Goulbourne wydał swój debiutancki komercyjny mixtape You Will Regret, pod wydawnictwem Victora Victora Worldwide i Republic Records. Krążek zajął w 2018 r. 195 miejsce na liście Billboard 200.
2018 – obecnie: Stokeley, Sin City The Mixtape i 11th Dimension
W maju 2018 roku Goulbourne wydał swój trzeci mixtape Beware the Book of Eli, na którym znalazł się singel „DoIHaveTheSause?”. W czerwcu tego samego roku został uczestnikiem XXL "Freshman Class 2018". 30 listopada 2018 roku Goulbourne wydał swój debiutancki album studyjny, Stokeley, który zawiera utwory „Faucet Failure” i „Nuketown” z udziałem Juice’a Wrlda. Album osiągnął 6 miejsce na liście Billboard 200. W 2024 r. utwór „Faucet Failure” pokrył się potrójną platyną, a „Nuketown” oraz „Foot Fungus” zdobyły kolejno certyfikaty podwójnej platyny oraz platyny.
Po sukcesie Stokeleya, Goulbourne wydał w 2019 roku tylko jeden singel „Carbonated Water”. W lipcu 2020 roku wydał singel „Burn The Hoods” wraz z teledyskiem na kanale Lyrical Lemonade. Jednocześnie ogłosił, że jego drugi album zostanie wydany jeszcze w tym samym roku. Pojawił się na albumie producenta DJ Scheme’a FAMILY. 14 maja 2021 r. pojawił się gościnnie razem z Chief Keef'em w piosence Lil Gnara „NEW BUGATTI”. W maju tego samego roku Goulbourne ogłosił, że w czerwcu ukaże się jego nowy projekt zatytułowany Sin City The Mixtape. 20 czerwca Goulbourne ujawnił datę premiery mixtape'u na 25 czerwca. 25 czerwca 2021 roku ukazało się Sin City The Mixtape. Mixtape zajął 39 miejsce na liście Billboard 200. W sierpniu Goulbourne pojawił się gościnnie na albumie Trippie Redda, Trip at Knight. 25 grudnia wydał utwór „Alien Sex” wraz z teledyskiem nakręconym telefonem; iPhone Max Pro 13, przez Cole Bennetta. 25 października 2022 r. wydał singel „Ooga Booga!”. 7 czerwca 2024 r. Goulbourne wydał swój drugi album studyjny 11th Dimension. Krążek uplasował się na 55 miejscu na liście sprzedaży Billboard 200. Gościnnie na albumie wystąpili artyści tacy jak; Future, XXXTentacion czy Corbin.

## Życie prywatne
Od czerwca 2018 roku Golbourne mieszka w Atlancie w stanie Georgia. Miał chorobę serca, która wymagała operacji w marcu 2018 r.

### Relacje z innymi raperami

#### XXXTentacion
Goulbourne był bliskim przyjacielem XXXTentaciona, zanim oboje zaczęli rapować. Poznali się w ośrodku dla nieletnich w 2013 roku. Goulbourne powiedział w wywiadzie dla Adama22, że był zaskoczony oskarżeniami X'a. Po wyjściu na wolność i założeniu ich duetu muzycznego spotkali się ponownie z zamiarem okradzenia domu, ale zamiast tego zaczęli wspólnie wydawać muzykę. Raperzy założyli kolektyw Members Only. W 2017 roku Goulbourne i XXXTentacion wyruszyli w trasę The Revenge Tour z Craigiem Xenem. Trasa została przełożona po zastrzeleniu kuzyna XXXTentaciona. Pod koniec 2017 roku rozstali się i zaczęli pracować nad własnymi projektami.
Na festiwalu Rolling Loud Miami w 2018 roku Goulbourne i XXXTentacion spotkali się ponownie, potwierdzając swoją przyjaźń i braterstwo. 18 czerwca 2018 roku XXXTentacion został śmiertelnie postrzelony; Goulbourne dowiedział się o śmierci swojego przyjaciela na transmisji na żywo prowadzonej na jego Instagramie i ze łzami w oczach poinformował swoich fanów o śmierci rapera.

### Juice Wrld
Na początku 2018 roku Goulbourne zaprzyjaźnił się z wybijającym się raperem Juice’em Wrldem. Obaj zaczęli współpracować przy utworze „Nuketown”, który stał się najwyżej notowanym utworem Goulbourne’a na liście Billboard Hot 100. Ogłoszono, że obaj pracują nad mixtape’em zatytułowanym Evil Twins, ale projekt nigdy nie został wydany. W 2019 roku, po wydaniu drugiego albumu Juice Wrlda, obaj wyruszyli w trasę Death Race for Love wraz z Cole Bennett z Lyrical Lemonade.
W dniu 8 grudnia 2019 roku Juice Wrld zmarł w wyniku napadu padaczki wywołanego opioidami. Goulbourne zareagował emocjonalnie na wiadomość o śmierci rapera. Goulbourne był obecny na pogrzebie Juice Wrld’a.

### Następstwa
Śmierć jego dwóch najlepszych przyjaciół w ciągu osiemnastu miesięcy wywarła głęboki wpływ na Goulbourne’a. Po śmierci XXXTentaciona, Goulbourne wielokrotnie uhonorował go podczas swoich koncertów. Po śmierci Juice’a Wrlda, Goulbourne poprzysiągł, że uhonoruje obu swoich poległych przyjaciół, mówiąc głośniej o swojej walce ze zdrowiem psychicznym, z czego obaj artyści byli dobrze znani.

## Kontrowersje

### Incydenty podczas koncertów
Podczas koncertu w The Fonda Theatre w Los Angeles, 11 kwietnia 2017 r. Goulbourne został zepchnięty ze sceny, a następnie zaatakowany przez współpracownika rapera Roba Stone’a. Atak został wywołany przez trwający konflikt między dwoma raperami, który rozpoczął się, gdy Goulbourne odmówił opuszczenia sceny podczas występu Stone’a. Rob Stone po tym incydencie został wyrzucony z pozostałej części Desiigner's Outlet Tour.
Podczas koncertu 10 sierpnia 2018 roku w Austin w Teksasie Goulbourne poprosił publiczność o chwilę ciszy dla swojego zamordowanego przyjaciela XXXTentaciona. Jeden z widzów zaczął krzyczeć: „Fuck X”. Po tym Goulbourne zagroził publiczności i ją zwyzywał, co doprowadziło do walk. Kiedy tłum bił mężczyznę, Goulbourne zagrał jedną z najpopularniejszych piosenek XXXTentaciona, „Look at Me”, zanim ochrona lokalu rozproszyła zamieszanie i wyprowadziła mężczyznę poza salę.

### Problemy prawne
W 2013 roku Goulbourne został osadzony w areszcie dla nieletnich za posiadanie marihuany. Goulbourne został aresztowany za prowadzenie pojazdu z zawieszonym prawem jazdy i rabunek w sierpniu 2016 roku. Później został zwolniony za kaucją.

## Dyskografia

### Studyjne albumy
| Tytuł          | Informacje                                                                                          | Pozycja na liście | Pozycja na liście | Pozycja na liście | Pozycja na liście | Pozycja na liście | Pozycja na liście | Pozycja na liście | Pozycja na liście | Pozycja na liście | Pozycja na liście |
| Tytuł          | Informacje                                                                                          | USA               | USA R&B/HH        | USA Rap           | AUS               | CAN               | IRE               | NOR               | NZ                | SWE               | UK                |
| -------------- | --------------------------------------------------------------------------------------------------- | ----------------- | ----------------- | ----------------- | ----------------- | ----------------- | ----------------- | ----------------- | ----------------- | ----------------- | ----------------- |
| Stokeley       | - Wydany: 30 listopada 2018 - Wytwórnia: Victor Victor, Republic - Format: CD, LP, digital download | 6                 | 4                 | 4                 | 35                | 11                | 38                | 13                | 24                | 24                | 64                |
| 11th Dimension | - Wydany: 7 czerwca 2024 - Wytwórnia: Victor Victor, Republic - Format: Digital download, streaming | 55                | 15                | 11                | —                 | 100               | —                 | —                 | —                 | —                 | —                 |

### Mixtape’y
| Tytuł                  | Informacje                                                                                | Pozycja na liście | Pozycja na liście | Pozycja na liście | Pozycja na liście |
| Tytuł                  | Informacje                                                                                | USA               | USA R&B/HH        | USA Rap           | CAN               |
| ---------------------- | ----------------------------------------------------------------------------------------- | ----------------- | ----------------- | ----------------- | ----------------- |
| Drown in Designer      | - Wydany: 16 maja 2016 - Wytwórnia: brak - Format: Digital download                       | —                 | —                 | —                 | —                 |
| You Will Regret        | - Wydany: 28 czerwca 2017 - Wytwórnia: Victor Victor, Republic - Format: Digital download | 195               | —                 | —                 | —                 |
| Beware the Book of Eli | - Wydany: 11 maja 2018 - Wytwórnia: Victor Victor, Republic - Format: Digital download    | 50                | 28                | 24                | 94                |
| Sin City The Mixtape   | - Wydany: 25 czerwca 2021 - Wytwórnia: Victor Victor, Republic - Format: Digital download | 39                | 20                | 17                | 84                |

### Kolaboracyjne mixtape’y
| Tytuł                                 | Informacje                                                                                   | Pozycja na liście | Pozycja na liście | Pozycja na liście | Pozycja na liście |
| Tytuł                                 | Informacje                                                                                   | US                | US R&B/HH         | CAN               | NZ                |
| ------------------------------------- | -------------------------------------------------------------------------------------------- | ----------------- | ----------------- | ----------------- | ----------------- |
| The Nobodys (z XXXTentacion i YXXXNZ) | - Wydany: 2015 - Wytwórnia: brak - Format: Digital download                                  | —                 | —                 | —                 | —                 |
| Members Only, Vol. 1 (z XXXTentacion) | - Wydany: 20 kwietnia 2015 - Wytwórnia:brak - Format: Digital download                       | —                 | —                 | —                 | —                 |
| Members Only, Vol. 2 (z Members Only) | - Wydany: 23 października 2015 - Wytwórnia: brak - Format: Digital download                  | —                 | —                 | —                 | —                 |
| Members Only, Vol. 3 (z Members Only) | - Wydany: 26 czerwca 2017 - Wytwórnia: brak - Format: Digital download                       | —                 | —                 | —                 | —                 |
| Members Only, Vol. 4 (z Members Only) | - Wydany: 23 stycznia 2019 - Wytwórnia: Bad Vibes Forever, Empire - Format: Digital download | 18                | 11                | 15                | 29                |

### EP
| Tytuł                                     | Informacje                                                                                 |
| ----------------------------------------- | ------------------------------------------------------------------------------------------ |
| Cruel World                               | - Wydana: 24 lutego 2015 - Wytwórnia: brak - Format: Digital download                      |
| Very Rare Lost Files                      | - Wydana: 16 czerwca 2016 - Wytwórnia: brak - Format: Digital download                     |
| Slaps for My Drop Top Minivan             | - Wydana: 14 lipca 2016 - Wytwórnia: brak - Format: Digital download                       |
| Get Dough Presents Ski Mask the Slump God | - Wydana: 31 maja 2018 - Wytwórnia: Get Dough - Format: Digital download                   |
| Bury All Defeated (wraz z iLL Chris)      | - Wydana: 6 czerwca 2018 - Wytwórnia: brak - Format: Digital download                      |
| Archives                                  | - Wydana: 10 sierpnia 2018 - Wytwórnia: Get Dough - Format: Digital download               |
| STOKELEY: The Party Cuts                  | - Wydana: 9 kwietnia 2021 - Wytwórnia: Victor Victor, Republic - Format: Digital download  |
| STOKELEY: The Lawless Cuts                | - Wydana: 23 kwietnia 2021 - Wytwórnia: Victor Victor, Republic - Format: Digital download |

## Filmografia
| Rok  | Tytuł                      | Rola   | Informacje        | Źródło                |
| ---- | -------------------------- | ------ | ----------------- | --------------------- |
| 2018 | The After Party            | On sam | Cameo             | [ potrzebny przypis ] |
| 2021 | Juice Wrld: Into the Abyss | On sam | Film dokumentalny | [ 63 ]                |
| 2022 | LOOK AT ME                 | On sam | Film dokumentalny | [ 64 ] [ 65 ]         |